# 中国注册会计师协会
中国注册会计师协会（英語：The Chinese Institute of Certified Public Accountants）简称中注协（CICPA）。依照中華人民共和國註冊會計師法的規定，中国注册会计师协会是注册会计师行业的全國性组织，各省、自治区、直辖市成立的注册会计师协会是注册会计师的地方性组织。
中注协成立于1988年11月15日，1995年6月19日与中国注册审计师协会合并，合并后仍称中国注册会计师协会。1996年10月加入亚太会计师联合会、1997年5月加入国际会计师联合会。截至2016年6月30日，中注协有团体会员（会计师事务所）8411家，其中，有40家证券期货资格会计师事务所。个人会员超过22万人，其中，注册会计师101855人，非执业会员119719人。中注协现有资深会员1442人，名誉会员17人。注册会计师行业服务于420万家以上企业、行政事业单位。
协会最高权力机构为全国会员代表大会，全国会员代表大会选举产生理事会。理事会选举产生正副会长和常务理事会，理事会设若干专门委员会和专业委员会。常务理事会在理事会闭会期间行使理事会职权。协会下设秘书处，为其常设执行机构。 

## 會員資格
中国注册会计师协会的会员依據該會章程包括團體會員及個人會員，凡参加注册会计师全国统一考试全科合格并经申请批准者和依照规定原考核取得本会会员资格者，为中国注册会计师协会个人会员。依照國家法律批准设立的会计师事务所，为中国注册会计师协会团体会员。
其中個人會員包含依據中華人民共和國註冊會計師法取得中国注册会计师执业证书的，为执业会员，尚未取得證書者為非执业会员。

## 成立宗旨
服务、监督、管理、协调，即以诚信建设为主线，服务本会会员，监督会员执业质量、职业道德，依法实施注册会计师行业管理，协调行业内、外部关系，维护社会公众利益和会员合法权益，促进行业科学发展。